# Coray
För andra betydelser, se Coray (olika betydelser).
Coray (bretonska: Kore) är en kommun i departementet Finistère i regionen Bretagne i västra Frankrike. Kommunen ligger i kantonen Châteauneuf-du-Faou som tillhör arrondissementet Châteaulin. År 2022 hade Coray 1 869 invånare.

## Befolkningsutveckling
Antalet invånare i kommunen Coray
Referens:INSEE